# Banya Nord
Banya Nord est un îlot de Nouvelle-Calédonie dans les Pléiades du Sud, une des îles Loyauté.